# Tortrícids
Els tortrícids (Tortricidae) són una família de lepidòpters glossats del clade Ditrysia. És una gran família amb 10.387 espècies descrites. Moltes són importants plagues agrícoles. Quan estan posades tenen un perfil bastant arrodonit a causa de la seva típica posició de repòs amb les ales plegades cap enrere.

## Algunes espècies destacades
Els tortrícids inclouen moltes plagues econòmicament importants, entre d'altres:
- Adoxophyes orana
- Archips podana
- Archips rosana
- Argyrotaenia ljungiana - plaga en vinyes, blat de moro i arbres fruiters
- Epinotia aporema
- Arna del préssec (Cydia molesta)
- Arna de la pomera (Cydia pomonella)
- Corc de les prunes (Grapholita funebrana)
- Cuc de la pomera (Cydia nigricana)
- Cydia splendana
- Endopiza viteana
- Rhyacionia buoliana
- Rhyacionia duplana
- Tortrix viridana
- Arna de la poma (Epiphyas postvittana)
- Arna oriental de fruiteres (Grapholita molesta)
- Grapholita packardi
- Corc del raïm (Lobesia botrana)
- Pandemis cerasana
- Sparganothis pilleriana
- Spilonota ocellana